# Victoriadagen
Victoriadagen (pl. „Dzień Wiktorii”) – coroczne obchody urodzin następczyni tronu Szwecji, księżniczki koronnej, Wiktorii. Na Olandii, gdzie mają miejsce obchody, dzień 14 lipca nazywany jest nieoficjalnym świętem narodowym.

## Obchody
Pomysłodawcą hucznego obchodzenia urodzin księżniczki koronnej, Wiktorii, był szwedzki piłkarz Djurgårdens IF, Kay Wiestål. Królowi szwedzkiemu, Karolowi XVI Gustawowi, ojcu Wiktorii, bardzo spodobał się jego pomysł i pierwsze Victoriadagen miało miejsce już w lipcu 1979 roku, kiedy księżniczka kończyła dwa lata.
Obchody urodzin księżniczki od samego początku mają miejsce na największej szwedzkiej wyspie – Olandii. Znajduje się tam pałac Solliden, letnia rezydencja szwedzkiej rodziny królewskiej. Obchody co roku wyglądają podobnie. Przed południem bramy ogrodu przy pałacu Solliden zostają otwarte i przez kilka następnych godzin Szwedzi oraz turyści gromadzą się w oczekiwaniu na pojawienie się solenizantki. Już po południu księżniczka, wraz z rodziną, pojawia się w ogrodzie. Następnie ojciec Wiktorii, król Karol XVI Gustaw, wygłasza przemowę, w której dziękuje zebranym za przybycie i oddaje głos swojej córce. Po swojej przemowie Wiktoria podchodzi do zebranych i daje im możliwość rozmowy z nią, złożenia jej życzeń czy wręczenia jej jakiegoś prezentu. Od 1996 roku tego samego dnia wieczorem odbywa się koncert na cześć solenizantki (szw. Victoriakonserten). Dochody z niego przekazane zostają fundacji księżniczki.
Od 2010 roku księżniczce – oprócz rodziców – podczas spotkania z ludźmi w ogrodzie pałacu Solliden towarzyszy jej małżonek, Daniel Westling, od 2012 – córka, Stella, a od 2016 – syn, Oskar.

## Nagroda Wiktorii
Co roku, podczas obchodów urodzin księżniczki Wiktorii, zostaje wręczana Nagroda Wiktorii (szw. Victoriapriset), wcześniej nazywana Stypendium Wiktorii (szw. Victoriastipendiet). Do tej pory nagrodzonych zostało ponad czterdzieści osób:
- 1979: Ingemar Stenmark – narciarz alpejski, trzykrotny zdobywca Kryształowej Kuli (w sezonach 1975/1976, 1976/1977, 1977/1978), brązowy medalista Zimowych Igrzysk Olimpijskich 1976 roku w slalomie gigancie, złoty medalista Mistrzostw Świata w Narciarstwie Alpejskim w 1978 roku w dwóch konkurencjach: slalomie i slalomie gigancie[13].
- 1980: Stefan Persson – hokeista, pierwszy Szwed w historii, który zdobył Puchar Stanleya, czyli puchar będący przechodnim trofeum w National Hockey League, amerykańsko-kanadyjskiej lidze hokejowej[14].
- 1981: Linda Haglund – lekkoatletka specjalizująca się w krótkich biegach sprinterskich, złota medalistka w biegu na 60 m na Halowych Mistrzostw Europy w Lekkoatletyce w 1976 roku. Była wówczas również sześciokrotną mistrzynią Szwecji w biegu na 100 metrów (w latach: 1974, 1975, 1976, 1977, 1978 i 1979[15]) oraz pięciokrotną mistrzynią Szwecji w biegu na 200 metrów (w latach 1975, 1976, 1977, 1978 i 1979).
- 1982: Tomas Gustafson – łyżwiarz szybki. Pierwszy medal wywalczył w 1979 roku, kiedy zwyciężył podczas mistrzostw świata juniorów w wieloboju w Grenoble. Wynik ten powtórzył na rozgrywanych rok później mistrzostwach świata juniorów w Assen. W 1980 roku wziął też udział w igrzyskach olimpijskich w Lake Placid, gdzie jego najlepszym wynikiem było siódme miejsce w biegu na 1500 m. Na rozgrywanych dwa lata później mistrzostw Europy w Oslo zdobył złoty medal, wyprzedzając Norwega Rolfa Falka-Larssena i Hilberta van der Duima z Holandii.
- 1983: Stig Strand – narciarz alpejski. W sezonie 1982/1983 zdobył małą kryształową kulę w slalomie, a w klasyfikacji generalnej zajął jedenaste miejsce. Zwyciężył w slalomie w dwóch zawodach: 21 grudnia 1982 roku w Madonna di Campiglio oraz 20 marca 1983 roku w Furano.
- 1984: Gunde Svan – biegacz narciarski. Na debiutanckich Zimowych Igrzyskach Olimpijskich w 1984 roku w Sarajewie zdobył cztery medale: dwa złote – w biegu na 15 km oraz w sztafecie, a także srebrny w biegu na 50 km oraz brązowy w biegu na 30 km. Zwyciężył również w Pucharze Świata w biegach narciarskich w sezonie 1983/1984.
- 1985: Patrik Sjöberg – lekkoatleta, skoczek wzwyż. Został wicemistrzem olimpijskim podczas Igrzysk Olimpijskich w Los Angeles 1984 (z wynikiem 2,33 m). Zdobył również złoty medal halowych mistrzostw świata w Paryżu 1985 (z wynikiem 2,32 m).
- 1986: Torbjörn Nilsson – piłkarz występujący na pozycji napastnika. Wraz ze swoją drużyną, IFK Göteborg, zdobył mistrzostwo Szwecji w 1984 roku, a dwa lata później – wicemistrzostwo Szwecji.
- 1987: Tomas Johansson – zapaśnik walczący w stylu klasycznym. Zdobył złoty medal na Mistrzostwach Świata w zapasach w 1986 roku oraz srebrny medal na Mistrzostwa Świata w zapasach w 1987 roku. Został również wicemistrzem Europy w zapasach na mistrzostwach Europy w zapasach w 1987 roku.
- 1988: Tomas Gustafson jako pierwszy i – jak do tej pory – jedyny w historii został nagrodzony po raz drugi. Od 1982 roku, kiedy to otrzymał nagrodę po raz pierwszy, zdobył wiele osiągnięć w łyżwiarstwie szybkim, między innymi swój jedyny medal na mistrzostwach świata, zajmując drugie miejsce za Falkiem-Larssenem podczas wielobojowych mistrzostw świata w Oslo. Igrzyska w Sarajewie w 1984 roku przyniosły mu kolejne dwa medale. W biegu na 5000 m był najlepszy, a sześć dni później zdobył srebrny medal na dystansie 10 000 m, ulegając tylko Igorowi Małkowowi z ZSRR. N rozgrywanych cztery lata później igrzyskach w Calgary Szwed był najlepszy w biegach na 5000 i 10 000 m, ustanawiając przy tym rekord olimpijski na krótszym dystansie oraz rekord świata na dłuższym[16].
- 1989: Jan-Ove Waldner – tenisista stołowy, nazywany „Mozartem tenisa stołowego”[17][18]. Uznawany za najlepszego tenisistę stołowego w historii[19]. Jedyny zawodnik spoza Azji, któremu udało się zdobyć tytuł mistrza olimpijskiego w tenisie stołowym. Zdobywca tzw. Wielkiego szlema (mistrzostwo świata, puchar świata i mistrzostwo olimpijskie w grze pojedynczej).
- 1990: Mikael Appelgren – tenisista stołowy. Zdobywca złotych medali na Mistrzostwach Świata w tenisie stołowym w 1985 roku oraz Mistrzostwach Świata w tenisie stołowym w 1989 roku.
- 1991: Pernilla Wiberg – narciarka alpejska. Zwyciężczyni giganta na Mistrzostwach Świata w narciarstwie alpejskim w 1991 roku. Zdobyła również 2. miejsce slalomie w Pucharze Świata w narciarstwie alpejskim w sezonach 1990/1991 i 1991/1992.
- 1992: Jörgen Persson – tenisista stołowy. Zdobył dwa złote medale na Mistrzostwach Świata w tenisie stołowym w 1991 (w grze pojedynczej oraz drużynowej).
- 1993: Torgny Mogren – biegacz narciarski. Zdobywca złotych medali w sztafecie podczas Mistrzostw Świata w narciarstwie klasycznym w 1987 roku i Mistrzostw Świata w narciarstwie klasycznym w 1989 roku. Zwyciężył również w konkursie indywidualnym w biegu na 50 km podczas Mistrzostw Świata w narciarstwie klasycznym w 1991 roku oraz Mistrzostw Świata w narciarstwie klasycznym w 1993 roku.
- 1994: Peter Forsberg – hokeista. Złoty medalista Mistrzostw Świata w hokeju na lodzie mężczyzn w 1992 roku.
- 1995: Tomas Brolin – piłkarz występujący na pozycji napastnika, noszący przydomek Brolle. W 1992 roku sięgnął po Puchar Włoch, a z trzema bramkami został królem strzelców Mistrzostwach Europy. Jego reprezentacja odpadła w półfinale, po przegranym 2-3 meczu z Niemcami. Wystąpił także na Igrzyskach Olimpijskich w Barcelonie, gdzie zaszedł do ćwierćfinału. Rok później sięgnął po kolejne trofeum w swojej karierze – Puchar Zdobywców Pucharów.
- 1996: Sara Wedlund – biegaczka długodystansowa. Zdobywczyni złotego medalu na Mistrzostwach Europy w biegach przełajowych w 1996 roku.
- 1997: Agneta Andersson i Susanne Gunnarsson – kajakarki. Zdobyły złoty medal na Letnich Igrzyskach Olimpijskich w 1996 roku.
- 1998: Magdalena Forsberg – biegaczka narciarska i biathlonistka. Zwyciężczyni w biegu pościgowych oraz biegu indywidualnym na Mistrzostwach Świata w biathlonie w 1997 roku. Zdobywczyni Pucharu Świata w biathlonie w sezonie 1996/1997. Jedna z najbardziej utytułowanych biathlonistek w historii tej dyscypliny[20][21].
- 1999: Lars Frölander – pływak. Zdobywca złotego medalu na Mistrzostwach Europy w pływaniu w 1999 roku.
- 2000: Therese Alshammar – pływaczka. Wicemistrzyni w pływaniu na 50 oraz 100 m stylem dowolnym na Letnich Igrzysk Olimpijskich w 2000 roku.
- 2001: Mikael Ljungberg – zapaśnik. Złoty medalista Letnich Igrzysk Olimpijskich w 2000 roku w zapasach.
- 2002: Magnus Wislander – piłkarz ręczny. Jeden z najlepszych piłkarzy ręcznych w dziejach tej dyscypliny sportu. Występował na pozycji obrotowego. Uznany za najlepszego piłkarza ręcznego 1990 roku na świecie.
- 2003: Carolina Klüft – lekkoatletka, uprawiająca siedmiobój, skok w dal i trójskok. W 2003 podczas mistrzostw świata w Paryżu zdobyła tytuł mistrzyni świata, uzyskując przy tym wynik 7001 pkt. Tym samym jest trzecią kobietą w historii siedmioboju, która przekroczyła granicę 7000 pkt (pozostałe dwie to aktualna rekordzistka świata Jackie Joyner-Kersee – 7291 pkt oraz Łarisa Turczinska – 7007 pkt).
- 2004: Anja Pärson – narciarka alpejska. Najlepsze wyniki osiągnęła w sezonie 2003/2004, kiedy zwyciężyła w klasyfikacji generalnej oraz klasyfikacjach slalomu i giganta. Na podium stawała trzynaście razy, w tym odniosła aż jedenaście zwycięstw: sześć w slalomie (29 listopada w Park City, 16 grudnia w Madonna di Campiglio, 28 grudnia w Lienzu, 5 stycznia w Megève, 25 stycznia w Mariborze i 8 lutego w Zwiesel) oraz pięć w gigancie (28 listopada w Park City, 24 stycznia w Mariborze, 7 lutego w Zwiesel, 21 lutego w Åre i 14 marca w Sestriere).
- 2005: Stefan Holm i Christian Olsson – lekkoatleci. Pierwszy z nich zdobył złoty medal w skoku wzwyż, a drugi – w trójskoku – na Letnich Igrzyskach Olimpijskich w 2004 roku.
- 2006: Anna Carin Olofsson i Björn Lind – biegacze narciarscy. Obydwoje zdobyli złote medale (Olofsson – jeden, Lind – dwa) podczas Zimowych Igrzysk Olimpijskich w 2006 roku w Turynie.
- 2007: Henrik Larsson – piłkarz kabowerdyjskiego pochodzenia występujący na pozycji napastnika. W 2006 roku wywalczył Puchar Szwecji, po pokonaniu w meczu finałowym 2:0 Gefle IF. 1 stycznia 2007 stał się na zasadzie wypożyczenia zawodnikiem Manchesteru United, prowadzonego przez Alexa Fergusona. Otrzymał koszulkę z numerem 17. W swoim debiucie w barwach Manchesteru zdobył bramkę w 54. minucie meczu przeciwko Aston Villa FC w ramach FA Cup (2:1). Łącznie podczas dwuipółmiesięcznego pobytu w klubie rozegrał 7 ligowych spotkań i strzelił 1 gola. 12 marca powrócił do Helsingborgs IF, by wziąć udział w okresie przygotowawczym do sezonu 2007. Pomimo nierozegrania przez niego wymaganej liczby 10 spotkań, dzięki decyzji władz ligi oficjalnie figuruje jako zdobywca tytułu mistrza Anglii za sezon 2006/07.
- 2008: Susanna Kallur – lekkoatletka, specjalistka od krótkich biegów płotkarskich. Zdobywczyni złotych medali na Mistrzostwach Europy w 2006 roku oraz Halowych Mistrzostw Europy w 2005 i Halowych Mistrzostw Europy w 2007 roku.
- 2009: Helena Ekholm – biathlonistka. Złota medalistka Mistrzostwa Świata w 2007 oraz 2009 roku. Zdobywczyni Pucharu Świata w biathlonie za sezon 2008/2009.
- 2010: Charlotte Kalla – biegaczka narciarska. Zwyciężczyni biegu na 10 km w stylu dowolnym na Zimowych Igrzyskach Olimpijskich w 2010 roku.
- 2011: Henrik Sedin i Daniel Sedin – hokeiści. Zdobyli złote medale na Zimowych Igrzyskach Olimpijskich w 2006 roku.
- 2012: Anette Norberg – curlerka, z 27 medalami imprez międzynarodowych jest najbardziej utytułowaną zawodniczką na świecie[22], pierwsza w historii kapitan, która zdobyła dwa złote medale igrzysk olimpijskich[23].
- 2013: Johan Olsson – biegacz narciarski. Zdobywca złotego oraz dwóch brązowych medali podczas Zimowych Igrzyskach Olimpijskich w 2010 roku. Zwycięzca biegu na 50 km stylem klasycznym na Mistrzostwach Świata w Val di Fiemme w 2013 roku.
- 2014: Szwedzka sztafeta mężczyzn (w składzie: Lars Nelson, Johan Olsson, Daniel Richardsson i Marcus Hellner) i kobiet (w składzie: Ida Ingemarsdotter, Anna Jönsson Haag, Charlotte Kalla i Emma Wikén) w biegach narciarskich[24]. Obydwie sztafety zdobyły złote medale na Zimowych Igrzyskach Olimpijskich w Soczi w 2014 roku.
- 2015: Sarah Sjöström – pływaczka specjalizująca się w stylu motylkowym i dowolnym. 5 lipca podczas mistrzostw Szwecji w Borås czasem 24,43 s pobiła rekord świata na dystansie 50 m stylem motylkowym. Sjöström poprawiła poprzedni rekord aż o 0,64 s i stała się jednocześnie pierwszą zawodniczką, która uzyskała w tej konkurencji rezultat poniżej 25 sekund[25]. Miesiąc później, na mistrzostwach Europy w Berlinie zdobyła siedem medali. Na dystansie 100 m stylem dowolnym wywalczyła złoto i ustanowiła nowy rekord mistrzostw i Szwecji (52,67)[26].
- 2016: Henrik Lundqvist – hokeista. Zdobył złoty medal na Zimowych Igrzyskach Olimpijskich w 2006 roku oraz 2014 roku. Dwukrotnie, w 2003 oraz 2005 roku, zdobył – wraz ze swoją drużyną, Frölunda HC – złoty medal w Svenska hockeyligan (Szwedzkiej Lidze Hokejowej).
- 2017: Jenny Rissveds – kolarka górska i szosowa. Mistrzyni olimpijska Letnich Igrzysk Olimpijskich w 2016 roku oraz mistrzyni świata Mistrzostw Świata w 2016 roku.
- 2018: Stina Nilsson – biathlonistka i biegaczka narciarska. Zdobywczyni czterech medali podczas Zimowych Igrzysk Olimpijskich w Pjongczang w 2018 roku: złotego w sprincie stylem klasycznym, srebrnego w sprincie drużynowym stylem dowolnym, brązowego w biegu na 30 km stylem klasycznym, a także srebrnego – wraz ze sztafetą[27].
- 2019: Hanna Öberg[28] – biathlonistka. Zdobywczyni dwóch medali na Zimowych Igrzyskach Olimpijskich w 2018 roku – złotego w biegu indywidualnym oraz srebrnego – wraz ze sztafetą. Mistrzyni świata w biegu indywidualnym na Mistrzostwa Świata w 2019 roku.
- 2020: Armand Duplantis – lekkoatleta specjalizujący się w skoku o tyczce. Złoty medalista mistrzostw Europy (2018) oraz wicemistrz świata (2019). Dwukrotnie zdobywał medale mistrzostw świata juniorów, był też mistrzem świata juniorów młodszych. Mistrz NCAA oraz reprezentant Szwecji w tradycyjnym meczu lekkoatletycznym przeciwko Finlandii, Finnkampen. Od 2020 roku absolutny rekordzista świata w skoku o tyczce z wynikiem 6,18 oraz posiadacz najlepszego w historii wyniku na stadionie – 6,15.
- 2021: Nils van der Poel – łyżwiarz szybki. Na dystansowych mistrzostwach świata w Heerenveen w 2021 roku zdobył złote medale na dystansach 5000 m i 10 000 m.
- 2022: Ebba Årsjö[29] – narciarka alpejska, która startuje w paraolimpiadach. Na Zimowych Igrzyskach Olimpijskich w 2022 roku zdobyła dwa złote medale oraz jeden brązowy.
- 2023: Erik Karlsson[30] – hokeista, olimpijczyk. Jest trzykrotnym zwycięzcą James Norris Memorial Trophy, wyróżnienia przyznawanego corocznie dla tego obrońcy ligi NHL, który „przez cały sezon wykazał się najlepszą wszechstronną grą na swojej pozycji”[31][32].